# Маллери, Алан
Алан Маллери (англ. Alan Patrick Mullery; 23 ноября 1941 года, Ноттинг-Хилл, Англия) — английский футболист, центральный полузащитник. Известен по выступлениям за «Фулхэм», «Тоттенхэм Хотспур» и сборную Англии. После завершения карьеры футболиста тренировал ряд известных английских клубов.

## Клубная карьера
В профессиональном футболе Маллери дебютировал в клубе «Фулхэм», через шесть лет после этого, в 1964 году он перешёл в «Тоттенхэм Хотспур», в котором провёл 8 сезонов, ставшими лучшими в его карьере. С «Тоттенхэмом» Маллери завоевал ряд командных титулов и стал регулярно вызываться в национальную сборную. В 1972 году он вернулся в «Фулхэм», и уже на закате карьеры удостоился титула Футболист года по версии Ассоциации футбольных журналистов. Завершил свою карьеру Маллери в ЮАР в клубе «Дурбан Сити» в 1976 году.

## Карьера в сборной
В составе национальной сборной Маллери дебютировал 9 декабря 1964 года в матче со сборной Нидерландов. Всего в составе сборной провёл 35 матчей, в которых забил 1 гол, в ворота сборной ФРГ. Принимал участие в чемпионате Европы 1968 года и чемпионате мира 1970 года. Стал бронзовым призёром чемпионата Европы 1968 года.

## Тренерская карьера
После завершения карьеры футболиста Маллери стал тренером в «Брайтон энд Хоув Альбион», затем тренировал ряд английских, но выдающихся результатов не добивался и трофеев не завоевывал. В начале 90-х годов тренировал малайзийский клуб «АТМ ФА», а завершил тренерскую карьеру в 1997 году в клубе «Барнет».

## Достижения
- Обладатель Кубка УЕФА (1): 1972
- Обладатель Кубка Англии (1): 1967
- Обладатель Кубка Футбольной лиги (1): 1971
- Бронзовый призёр Чемпионата Европы (1): 1968
- Футболист года по версии Ассоциации футбольных журналистов (1): 1974/75